# Marguerite Nichols
Marguerite Nichols (Los Angeles, 3 agosto 1891 – Los Angeles, 17 marzo 1941) è stata un'attrice statunitense, conosciuta anche con il nome di Margaret Nichols. Era la moglie di Hal Roach.

## Biografia
Nata a Los Angeles, sorella di Norma Nichols, anch'ella attrice, Marguerite Nichols girò ventidue film muti nel corso della sua breve carriera cinematografica durata tre anni, dal 1915 al 1918. Morì nel 1941 a causa di una polmonite, all'età di 49 anni. Era sposata con il famoso produttore Hal Roach, che le sopravvisse di oltre mezzo secolo, morendo nel 1992 a 100 anni. Dal matrimonio con Roach, la Nichols ebbe due figli, Hal jr. e Margaret.
Marguerite Nichols è sepolta al Calvary Cemetery di Los Angeles.

## Filmografia
- The Quality of Forgiveness (1915)

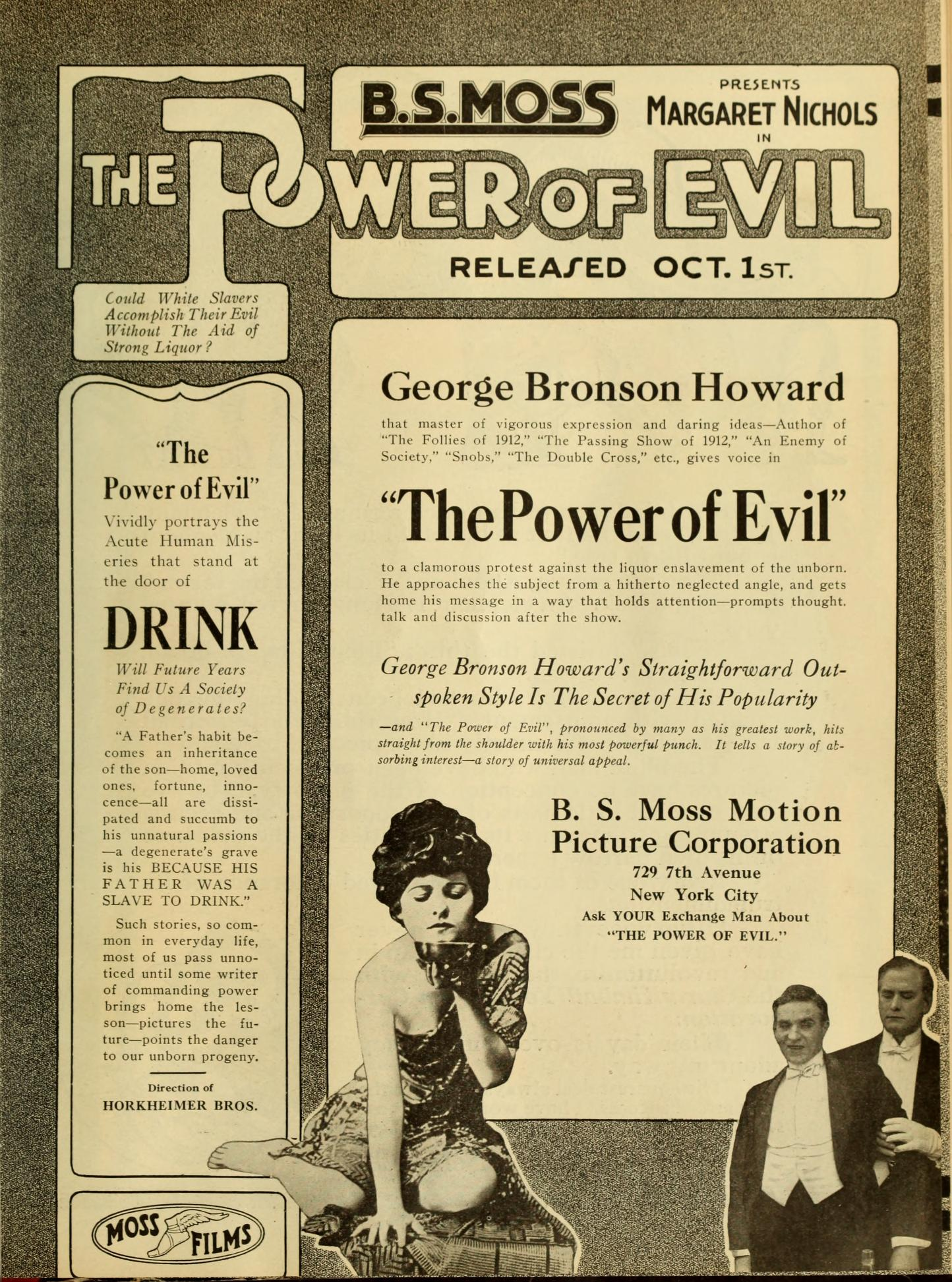
The Power of Evil - cortometraggio (1916)

- Beulah, regia di Bertram Bracken - cortometraggio (1915)
- Blue Blood and Yellow, regia di Harry Harvey - cortometraggio (1915)
- The Maid of the Wild - cortometraggio (1915)
- Counsel for the Defense - cortometraggio (1915)
- A Rose Among the Briars - cortometraggio (1915)
- Big Brother - cortometraggio (1916)
- Little Mary Sunshine, regia di Henry King (1916)
- The Witch of the Mountains - cortometraggio (1916)
- His Masterpiece, regia di Thomas Ricketts - cortometraggio (1916)
- When Might Is Right, regia di Henry King - cortometraggio (1916)
- The Oath of Hate, regia di Henry King - cortometraggio (1916)
- The Reclamation, regia di Edward Sloman (1916)
- Jack, regia di Frank Borzage - cortometraggio (1916)
- An Old Man's Folly, regia di Reeves Eason - cortometraggio (1916)
- Pay Dirt, regia di Pay Dirt (1916)
- The Matrimonial Martyr, regia di Sherwood MacDonald (1916)
- Dust, regia di Edward Sloman (1916)
- The Rummy Act of Omar K.M. - cortometraggio (1916)
- The Dancer, regia di Carl M. Leviness - cortometraggio (1916)
- The Strength of Donald McKenzie, regia di Jack Prescott e William Russell (1916)
- Faith's Reward - cortometraggio (1916)
- Youth's Endearing Charm, regia di William C. Dowlan (1916)
- The Torch Bearer, regia di Jack Prescott, William Russell (1916)
- The Power of Evil, regia di E.D. Horkheimer e H.M. Horkheimer (1916)
- Jess of the Hill Country - cortometraggio (1916)
- Sold at Auction, regia di Sherwood MacDonald (1917)
- When Baby Forgot, regia di W. Eugene Moore (Eugene Moore) (1917)
- The Girl o' Dreams   (1918)